# Ctímene
Ctímene o Timena (en griego: Κτιμένη; Ctiménē) es un personaje de la mitología griega, recordada especialmente por ser la hermana de Odiseo. Era, por tanto, hija de Laertes y Anticlea. Casó con Euríloco, el compañero de Odiseo, que murió durante el viaje de regreso a Ítaca. En la Odisea, el porquero Eumeo evoca su crianza junto a Ctímene:
«Me crio [Anticlea] con la noble Ctímene de peplo ondulante, la menor de sus hijas. Igual me cuidaba que a ella y eran poco inferiores mi estima y mi honra, mas luego que llegamos los dos a la amable sazón, enviaron a Ctímene a casar en la isla de Same».
El epíteto de «la de largo peplo» o «de peplo ondulante» («τανυπέπλῳ») es el mismo que se aplica en la Odisea con Lampetia, hija de Helios. Estrabón ya nos hace notar lo incierto de la ubicación de Sama o Same.